# Agelena limbata
Agelena limbata är en spindelart som beskrevs av Tord Tamerlan Teodor Thorell 1897. Agelena limbata ingår i släktet Agelena och familjen trattspindlar. Inga underarter finns listade i Catalogue of Life.

## Bildgalleri

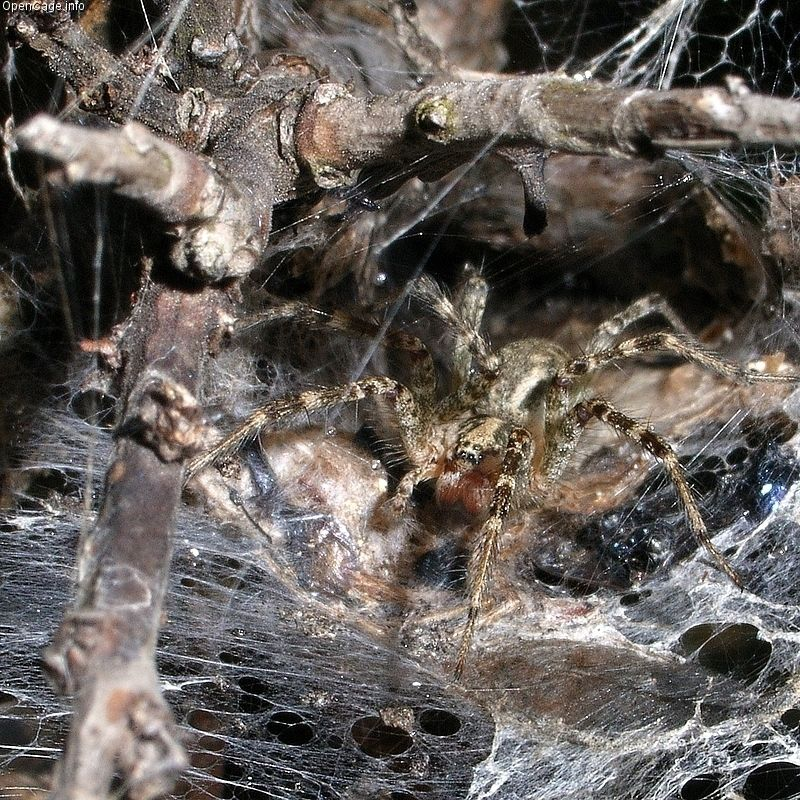